# Wil van Helvoirt
Wil van Helvoirt (* 20. Januar 1952 in Tilburg) ist ein ehemaliger niederländischer Radrennfahrer und nationaler Meister im Radsport.

## Sportliche Laufbahn
Van Helvoirt war im Straßenradsport und im Bahnradsport aktiv. 1973 siegte er im Eintagesrennen Ronde van Zuid-Holland. 1975 gewann er die Ronde van Overijssel und das Rennen Hel van het Mergelland. 1976 kamen Siege im Ster van Bladel und in der Ronde van Drenthe dazu. 1974 und 1976 bestritt er die Internationale Friedensfahrt. 1974 wurde er 31., 1976 12. der Gesamtwertung und damit bester Fahrer eines westeuropäischen Teams. 1973 fuhr er die Tour de l’Avenir.
1976 wurde er Berufsfahrer im Radsportteam Frisol-Gazelle und blieb bis 1978 als Radprofi aktiv. 1976 wurde er 27. in der Tour de Suisse. Ab 1979 startete er wieder als Amateur.
Auf der Bahn gewann er die nationale Meisterschaft im Punktefahren 1975. 1976 wurde er Dritter der Profimeisterschaft in der Einerverfolgung, die Roy Schuiten gewonnen hatte. Er startete mehrfach bei Sechstagerennen.